# VIII Troféus Televisão TV 7 Dias
A 8ª edição dos Troféus de Televisão TV 7 Dias ocorreu no dia 11 de junho de 2017, no Cinema São Jorge.
Nesta edição, foi introduzido o prémio de Personalidade do Ano e também foi atribuído um prémio especial a Marco Paulo, pelos seus 50 anos de carreira. Nesta edição, foi reintroduzida a categoria de Melhor Comentador, que tinha sido incluída nos Troféus de Televisão TV 7 Dias pela última vez em 2012, tendo sido eliminada a categoria de Melhor Programa Infantojuvenil.
A TVI sagrou-se pela 6.ª vez como a grande vencedora, com um número recorde  de 14 prémios arrecadados. A SIC e a RTP1 conseguiram quatro p̟rémios cada a e TVI24 um.

## Nomeados e vencedores
| Melhor Telenovela | Melhor Ator Principal de Telenovela |
| --- | --- |
| - A Única Mulher (TVI) - Coração d'Ouro (SIC) - A Impostora (TVI) - Amor Maior (SIC) - Coração d'Ouro (TVI) - Rainha das Flores (SIC) | - José Mata – Amor Maior (SIC) - Albano Jerónimo – Santa Bárbara (TVI) - Diogo Infante – A Impostora (TVI) - Rogério Samora – Poderosas (SIC) - Victor Gonçalves – Coração d’Ouro (SIC) |
| Melhor Atriz Principal de Telenovela | Melhor Ator de Elenco Telenovela |
| - São José Correia – Santa Bárbara (TVI) - Inês Castel-Branco – Amor Maior (SIC) - Maria João Luís – Poderosas (SIC) - Mariana Pacheco – Coração d'Ouro (SIC) - Rita Blanco – Coração d'Ouro (SIC)                                            | - Diogo Amaral – A Impostora (TVI) - João Baptista – Coração d'Ouro (SIC) - João Maneira – Amor Maior (SIC) - Pedro Barroso – A Única Mulher (TVI) - Tiago Teotónio Pereira – Amor Maior (SIC) |
| Melhor Atriz de Elenco Telenovela | Melhor Música de Genérico |
| - Filipa Areosa – Amor Maior (SIC) - Lídia Franco – A Única Mulher (TVI) - Mina Andala – A Única Mulher (TVI) - Sandra Faleiro – A Impostora (TVI) - Victoria Guerra – Amor Maior (SIC)                                                       | - "Única Mulher", interpretada por Anselmo Ralph – A Única Mulher (TVI) - “Amor Maior”, interpretada por Paulo Gonzo e Raquel Tavares – Amor Maior (SIC) - “Clássico”, interpretada pelos The Gift – Rainha Das Flores (SIC) - “Coração d'Ouro”, interpretada por Gisela João - Coração d'Ouro (SIC) - "Toma Conta de Mim", interpretada por Pedro Abrunhosa – Santa Bárbara (TVI) |
| Melhor Série | Melhor Comentador |
| - Bem-Vindos a Beirais (RTP1) - Água de Mar (RTP1) - Bem-Vindos a Beirais (RTP1) - Donos Disto Tudo (RTP1) - Sal (SIC) | - Marques Mendes (SIC) - António Vitorino (SIC Notícias) - Francisco Louçã (SIC Notícias) - Pacheco Pereira (SIC Notícias) - Pedro Adão e Silva (RTP3) |
| Melhor Ator de Série | Melhor Atriz de Série |
| - Duarte Gomes – Massa Fresca (TVI) - Filipe Duarte – Os Boys/Terapia (RTP1) - José Mata – Dentro (RTP1) - Miguel Nunes – Aqui Tão Longe (RTP1) - Nuno Lopes – Terapia (RTP1)                                                                 | - Oceana Basílio – Bem-Vindos a Beirais (RTP1) - Fátima Belo – Aqui Tão Longe (RTP1) - Isabel Abreu – Os Boys (RTP1) - Manuela Couto – Aqui Tão Longe (RTP1) - Vera Kolodzig – Dentro (RTP1) |
| Melhor Programa de Entretenimento | Melhor Ator/Atriz/Humorista |
| - The Voice Portugal (RTP1) - Best Bakery - A Melhor Pastelaria de Portugal (SIC) - A Tua Cara Não Me É Estranha (4.ª edição) (TVI) - - Got Talent Portugal (RTP1) - MasterChef Júnior (TVI)                                                  | - António Raminhos – 5 para a Meia-Noite (RTP1) - Eduardo Madeira – Donos Disto Tudo (RTP1) - Filomena Cautela – 5 para a Meia-Noite (RTP1) - Joaquim Monchique – Donos Disto Tudo (RTP1) - Manuel Marques – Donos Disto Tudo (RTP1) |
| Melhor Talk Show | Melhor Apresentador |
| - Você na TV! (TVI) - Alta Definição (SIC) - 5 para a Meia-Noite (RTP1) - Queridas Manhãs (SIC) | - Manuel Luís Goucha – Você na TV! (TVI) - Daniel Oliveira – Alta Definição (SIC) - Fernando Mendes – O Preço Certo (RTP1) - Pedro Fernandes – The Big Picture (RTP1) - Vasco Palmeirim – The Voice Portugal (RTP1) |
| Melhor Apresentadora | Melhor Programa de Informação |
| - Cristina Ferreira – Você na TV! (TVI) - Catarina Furtado – The Voice Portugal (RTP1) - Fátima Lopes – A Tarde É Sua (TVI) - Júlia Pinheiro – Queridas Manhãs (SIC) - Teresa Guilherme – Secret Story - Casa dos Segredos (6.ª edição) (TVI) | - Jornal das 8 (TVI) - 360º (RTP3) - E Se Fosse Consigo? (SIC) - Jornal da Noite (SIC) - Telejornal (RTP1) |
| Melhor Jornalista/Apresentador | Melhor Jornalista/Apresentadora |
| - José Alberto Carvalho – (TVI) - João Adelino Faria (RTP3) - Pedro Mourinho (SIC) - Pedro Pinto (TVI) - Rodrigo Guedes de Carvalho (SIC) | - Clara de Sousa (SIC) - Ana Sofia Cardoso (TVI) - Ana Lourenço (RTP3) - Cristina Esteves (RTP) - Cristina Reyna (TVI) |
| Melhor Reportagem/Documentário | Melhor Jornalista/Repórter |
| - Clandestinas (TVI) - Indesejados (TVI) - Lágrima Que Deito (RTP1) - Os Sobreviventes Pecados Capitais (SIC) | - Ana Leal (TVI) - Alexandra Borges (TVI) - Cândida Pinto (SIC) - Pedro Coelho (SIC) - Sara Antunes de Oliveira (TVI) |
| Melhor Programa Cultural | Melhor Programa Social |
| - Autores (TVI) - Cartaz Cultural (SIC) - Janela Indiscreta (RTP2) - Notícias do Meu País (RTP1) - Sociedade Civil (RTP2) | - Câmara Exclusiva (TVI) - E-Especial (SIC) - Fama Show (SIC) - Passadeira Vermelha (SIC Caras) - Sociedade Recreativa (RTP1) |
| Melhor Programa Desportivo | Revelação do Ano |
| - MaisFutebol (TVI24) - O Dia Seguinte (SIC Notícias) - Prolongamento (TVI24]) - Tempo Extra (SIC Notícias) - Trio d'Ataque (RTP3) | - Mafalda Marafusta – Massa Fresca (TVI) - Ana Guiomar – Best Bakery - A Melhor Pastelaria de Portugal (SIC) - Catarina Rebelo – Amor Maior (SIC) - Cecília Henriques – Amor Maior (SIC) - Joana Pais de Brito – Donos Disto Tudo (RTP1) |
| Personalidade do Ano | Prémio Carreira e Prestígio |
| - Judite Sousa (TVI) | - Manuela Maria |
| Prémio 50 Anos de Carreira | |
| - Marco Paulo | |

## Canais premiados e nomeados
| Estação      | Prémios | Nomeações |
| ------------ | ------- | --------- |
| TVI          | 14      | 24        |
| RTP1 & RTP2  | 4       | 39        |
| SIC          | 4       | 49        |
| TVI24        | 1       | 2         |
| RTP3         | 0       | 5         |
| SIC Notícias | 0       | 5         |
| SIC Caras    | 0       | 1         |